# 6-Stunden-Rennen von Fuji 2024

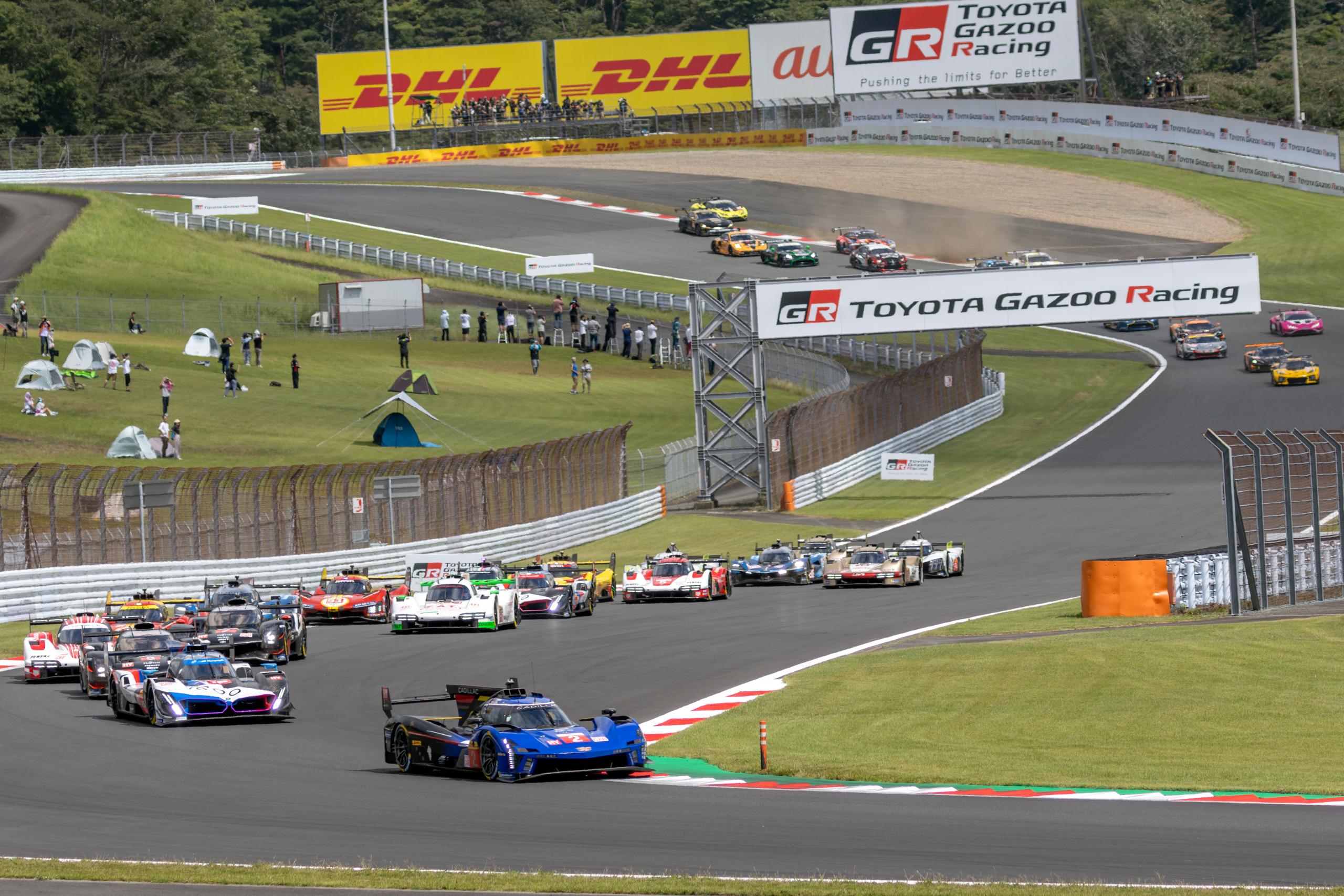
Alex Lynn führt im Cadillac V-Series.R das Hypercar-Feld in die erste Runde

Das 6-Stunden-Rennen von Fuji 2024, auch 2024 6 Hours of Fuji, fand am 15. September auf dem Fuji Speedway statt und war der siebte Wertungslauf der FIA-Langstrecken-Weltmeisterschaft dieses Jahres.

## Das Rennen
Erneut sorgte die Balance of Performance für Kritik, und wieder traf es vor allem die Wagen von Toyota Gazoo Racing durch erhöhtes Gewicht und verminderte Leistung. Obwohl vom zweiten und vierten Startplatz aus ins Rennen gehend waren die beiden Toyota GR010 Hybrid bereits nach der Freigabe des Rennens durch die grüne Ampel chancenlos, da sie mit ihrem Maximalgewicht von der leichteren Konkurrenz ausbeschleunigt wurden. Zu den Problemen durch die BOP kamen individuelle Fehler der Fahrer. Nach einem kurzen Stint (Fahrzeit zwischen Boxenstopps) holte die Teamführung Nyck de Vries im Wagen mit der Nummer 7 an die Boxen, um für die verbleibende Fahrzeit seinem Teamkollegen Kamui Kobayashi zwei Stints mit neuen Reifen zu ermöglichen. Diese Taktik, die laut der Toyota-Leitung siegfähig war, wurde durch ein knapp nach dem Fahrerwechsel auf die Strecke kommendes Safety-Car zunichtegemacht. Während Toyota mit der Nummer 7 gestoppt hatte, ermöglichte das Safety-Car fast der gesamten Konkurrenz einen Stopp unter Gelb. Ein offensichtlich frustrierter Kobayashi kollidierte bei einem Überholversuch mit dem von Matt Campbell gefahrenen Porsche 963 mit der Nummer 5 und riss dabei beide Wagen aus dem Rennen. Durch den Ausfall verlor die Toyota-Mannschaft die Chance auf den Fahrertitel. Kobayashi nahm nach dem Rennen die Schuld für den Ausfall auf sich. Nicht viel besser erging es dem zweiten Toyota mit der Nummer 8. Ryō Hirakawa hatte sich nach seinem letzten Boxenstopp hart gegen die Überrundung durch den Porsche von Kévin Estre gewehrt und dabei blaue Flaggen ignoriert. Die danach verhängte Durchfahrtsstrafe schob den ursprünglich zweitplatzierten Wagen im Schlussklassement an die zehnte Stelle zurück.
Die größte Aufregung verursachte schon knapp nach dem Start Robert Kubica im Ferrari 499P mit der Startnummer 83. Kubica verbremste sich bei der Anfahrt zur Kurve 1 und schob vier Fahrzeuge in die Auslaufzone. Für die Aktion erhielt er von der Rennleitung eine 30-Sekunden-Stop-and Go-Strafe.
Aus der Pole-Position startete zum ersten Mal der Cadillac V-Series.R, nachdem Alex Lynn im Qualifikationstraining mit 1:28,901 Minuten die schnellste Rundenzeit erzielt hatte. Zwei Zwischenfälle im Rennen machten die Siegeschancen des lange an der Spitze fahrenden Cadillacs zunichte. Earl Bamber brachte den stark beschädigten Wagen noch an die Boxen zurück, musste dort aber aufgeben. Mit ihrem Rennsieg machten sich Kévin Estre, André Lotterer und Laurens Vanthoor im Porsche 963 zu den Favoriten auf den Weltmeistschafts-Gesamtsieg. Für BMW, Dries Vanthoor/Raffaele Marciello/Marco Wittmann im BMW M Hybrid V8, und Alpine, Nicolas Lapierre/Matthieu Vaxivière/Mick Schumacher im Alpine A424, gab es die ersten Podiumsplatzierungen für die jeweiligen Fahrzeuge.

## Ergebnisse

### Schlussklassement
| 1           | LMH   | 6   | Porsche Penske Motorsport | Kévin Estre André Lotterer Laurens Vanthoor           | Porsche 963                      | 213 |
| 2           | LMH   | 15  | BMW M Team WRT            | Dries Vanthoor Raffaele Marciello Marco Wittmann      | BMW M Hybrid V8                  | 213 |
| 3           | LMH   | 36  | Alpine Endurance Team     | Nicolas Lapierre Matthieu Vaxivière Mick Schumacher   | Alpine A424                      | 213 |
| 4           | LMH   | 93  | Peugeot TotalEnergies     | Mikkel Jensen Nico Müller Jean-Éric Vergne            | Peugeot 9X8 2024                 | 213 |
| 5           | LMH   | 12  | Hertz Team Jota           | Will Stevens Callum Ilott Norman Nato                 | Porsche 963                      | 213 |
| 6           | LMH   | 38  | Hertz Team Jota           | Jenson Button Philip Hanson Oliver Rasmussen          | Porsche 963                      | 213 |
| 7           | LMH   | 35  | Alpine Endurance Team     | Jules Gounon Ferdinand Habsburg Charles Milesi        | Alpine A424                      | 213 |
| 8           | LMH   | 94  | Peugeot TotalEnergies     | Loïc Duval Paul di Resta Stoffel Vandoorne            | Peugeot 9X8 2024                 | 213 |
| 9           | LMH   | 50  | Ferrari AF Corse          | Antonio Fuoco Miguel Molina Nicklas Nielsen           | Ferrari 499P                     | 213 |
| 10          | LMH   | 8   | Toyota Gazoo Racing       | Sébastien Buemi Brendon Hartley Ryō Hirakawa          | Toyota GR010 Hybrid              | 213 |
| 11          | LMH   | 99  | Proton Competition        | Julien Andlauer Neel Jani Harry Tincknell             | Porsche 963                      | 212 |
| 12          | LMH   | 83  | AF Corse                  | Robert Kubica Ye Yifei Robert Schwarzman              | Ferrari 499P                     | 211 |
| 13          | LMGT3 | 54  | Vista AF Corse            | Francesco Castellacci Thomas Flohr Davide Rigon       | Ferrari 296 GT3                  | 194 |
| 14          | LMGT3 | 92  | Manthey Pure Racing       | Klaus Bachler Alex Malykhin Joel Sturm                | Porsche 911 GT3 R LMGT3          | 194 |
| 15          | LMGT3 | 46  | Team WRT                  | Valentino Rossi Ahmad Al Harthy Maxime Martin         | BMW M4 GT3                       | 194 |
| 16          | LMGT3 | 81  | TF Sport                  | Rui Andrade Charlie Eastwood Tom Van Rompuy           | Chevrolet Corvette Z06 GT3.R     | 194 |
| 17          | LMGT3 | 85  | Iron Dames                | Sarah Bovy Michelle Gatting Rahel Frey                | Lamborghini Huracán GT3 Evo 2    | 194 |
| 18          | LMGT3 | 55  | Vista AF Corse            | François Hériau Simon Mann Alessio Rovera             | Ferrari 296 GT3                  | 194 |
| 19          | LMGT3 | 777 | D'Station Racing          | Marco Sørensen Erwan Bastard Clément Mateu            | Aston Martin Vantage AMR GT3 Evo | 194 |
| 20          | LMGT3 | 59  | United Autosports         | Nicolas Costa James Cottingham Grégoire Saucy         | McLaren 720S GT3 Evo             | 194 |
| 21          | LMGT3 | 27  | Heart of Racing Team      | Ian James Daniel Mancinelli Alex Riberas              | Aston Martin Vantage AMR GT3 Evo | 194 |
| 22          | LMGT3 | 31  | Team WRT                  | Augusto Farfus Sean Gelael Darren Leung               | BMW M4 GT3                       | 194 |
| 23          | LMGT3 | 78  | Akkodis ASP Team          | Clemens Schmid Kelvin van der Linde Arnold Robin      | Lexus RC F GT3                   | 194 |
| 24          | LMGT3 | 87  | Akkodis ASP Team          | Takeshi Kimura José María López Esteban Masson        | Lexus RC F GT3                   | 194 |
| 25          | LMGT3 | 60  | Iron Lynx                 | Matteo Cressoni Franck Perera Claudio Schiavoni       | Lamborghini Huracán GT3 Evo 2    | 193 |
| 26          | LMGT3 | 91  | Manthey EMA               | Richard Lietz Morris Schuring Yasser Shahin           | Porsche 911 GT3 R LMGT3          | 193 |
| 27          | LMGT3 | 77  | Proton Competition        | Ben Barker Ryan Hardwick Zacharie Robichon            | Ford Mustang GT3                 | 193 |
| 28          | LMGT3 | 88  | Proton Competition        | Dennis Olsen Mikkel Pedersen Christian Ried           | Ford Mustang GT3                 | 192 |
| 29          | LMGT3 | 95  | United Autosports         | Josh Caygill Nico Pino Marino Satō                    | McLaren 720S GT3 Evo             | 191 |
| Ausgefallen |       |     |                           |                                                       |                                  |     |
| 30          | LMH   | 20  | BMW M Team WRT            | Sheldon van der Linde Robin Frijns René Rast          | BMW M Hybrid V8                  | 202 |
| 31          | LMH   | 2   | Cadillac Racing           | Earl Bamber Alex Lynn                                 | Cadillac V-Series.R              | 193 |
| 32          | LMH   | 51  | Ferrari AF Corse          | James Calado Antonio Giovinazzi Alessandro Pier Guidi | Ferrari 499P                     | 168 |
| 33          | LMGT3 | 82  | TF Sport                  | Sébastien Baud Daniel Juncadella Hiroshi Koizumi      | Chevrolet Corvette Z06 GT3.R     | 154 |
| 34          | LMH   | 7   | Toyota Gazoo Racing       | Mike Conway Kamui Kobayashi Nyck de Vries             | Toyota GR010 Hybrid              | 163 |
| 35          | LMH   | 5   | Porsche Penske Motorsport | Matt Campbell Michael Christensen Frédéric Makowiecki | Porsche 963                      | 163 |
| 36          | LMH   | 63  | Lamborghini Iron Lynx     | Mirko Bortolotti ---- Daniil Kvjat Edoardo Mortara    | Lamborghini SC63                 | 146 |

### Nur in der Meldeliste
Zu diesem Rennen sind keine weiteren Meldungen bekannt.

### Klassensieger
| Klasse | Fahrer                | Fahrer         | Fahrer           | Fahrzeug        | Platzierung im Gesamtklassement |
| ------ | --------------------- | -------------- | ---------------- | --------------- | ------------------------------- |
| LMH    | Kévin Estre           | André Lotterer | Laurens Vanthoor | Porsche 963     | Gesamtsieg                      |
| LMGT3  | Francesco Castellacci | Thomas Flohr   | Davide Rigon     | Ferrari 296 GT3 | Rang 13                         |

### Hypercar-Balance-of-Performance
| Fahrzeug                   | Mindestgewicht | Max. Leistung | Max. Energiemenge pro Stint | Leistungsänderung ab 250 km/h | Hybridboost ab | Handicap Nachtanken |
| -------------------------- | -------------- | ------------- | --------------------------- | ----------------------------- | -------------- | ------------------- |
| Cadillac V-Series.R (LMDh) | 1036 kg (- 1)  | 520 kW (+ 2)  | 907 Megajoule               | - 0,8 % (- 1,7)               | –              | –                   |
| Ferrari 499P (LMH)         | 1055 kg        | 500 kW        | 901 Megajoule               | + 1,3 % (- 0,6)               | 190 km/h       | 0,2 Sekunden        |
| Peugeot 9X8 2024 (LMH)     | 1030 kg (- 7)  | 513 kW (+ 4)  | 903 Megajoule (+ 1)         | - 1,9 % (- 0,7)               | 190 km/h       | 0,2 Sekunden        |
| Porsche 963 (LMDh)         | 1049 kg (- 4)  | 512 kW (+ 3)  | 908 Megajoule (+ 1)         | + 0,2 % (- 0,5)               | –              | –                   |
| Toyota GR010 Hybrid (LMH)  | 1070 kg (+ 5)  | 493 kW (- 4)  | 908 Megajoule (+ 2)         | + 5,4 % (+ 0,8)               | 190 km/h       | 0,2 Sekunden        |
| BMW M Hybrid V8 (LMDh)     | 1037 kg        | 515 kW (+ 2)  | 907 Megajoule (+ 1)         | - 1,2 % (- 0,3)               | –              | –                   |
| Alpine A424 (LMDh)         | 1042 kg (+ 1)  | 518 kW (+ 3)  | 907 Megajoule               | - 3,7 % (- 0,5)               | –              | –                   |
| Lamborghini SC63 (LMDh)    | 1030 kg        | 520 kW        | 910 Megajoule (+ 1)         | - 0,1 % (- 0,1)               | –              |                     |

### Renndaten
- Gemeldet: 36
- Gestartet: 36
- Gewertet: 29
- Rennklassen: 2
- Zuschauer: unbekannt
- Wetter am Rennwochenende: warm und trocken
- Streckenlänge: 4,563 km
- Fahrzeit des Siegerteams: 6:00:32,196 Stunden
- Runden des Siegerteams: 213
- Distanz des Siegerteams: 971,919 km
- Siegerschnitt: 161,746 km/h
- Pole Position: Alex Lynn – Cadillac V-Series.R (#2) – 1:28,901
- Schnellste Rennrunde: Charles Milesi – Alpine A424 (#35) – 1:30,943 = 180,600 km/h
- Rennserie: 7. Lauf zur FIA-Langstrecken-Weltmeisterschaft 2024